# Széll Lajos (orvos)
Dukai és szentgyörgyvölgyi Széll Lajos (Hódmezővásárhely, 1850. április 2. – Gyoma, 1881. november 20.) orvosdoktor, városi és uradalmi orvos, Széll Farkas királyi tanácselnök és Széll Ákos ügyvéd testvéröccse.

## Élete
Dukai és szentgyörgyvölgyi Széll Sámuel református lelkész és nagybesenyői Bessenyey Anna fia. Orvosi tanulmányait a budapesti egyetemen végezte, ahol a fővárosi tiszti főorvosi hivatalnál nyert alkalmazást. 1876-ban a belga király a brüsszeli közegészségi kiállítás alkalmával érdeméremmel tüntette ki. 1875-ben Budapesten megnősült. 1877-ben a mezőtelegdi körorvosi állást foglalta el. 1881-ben Gyoma városa tiszti főorvosának választotta.
Cikke a Gyógyászatban (1873. A járványos hányszékelés esetei, hánygyökérrel és kinallal kezelve sat.); a Pesti Napló közegészségi rovatát hosszabb ideig vezette; az Orvosi Szemlénél szakreferens volt.

## Munkái
- Utmutató a hugyvizsgálatra különös tekintettel a húgykészülék bántalmaira. Irta: Ultzmann Róbert. Ford. Bpest, 1875. két fametszettel és 28 táblás atlasszal. (M. Orvosi Könyvkiadó Társulat Könyvtára XXIII.).
- Életmentés és egészségtan. Elemi népiskolák számára. Pályamű. A közoktatási miniszterium által 333 aranynyal koszorúzva. Uo. 1894. (Bővebb kiadás. Uo. 1885. átdolg. Csapody István; még nyolcz kiadás. Uo. 1898-1905. és átdolg. Kovách Aladár. Uo. 1906-1907. két kiadás).

A vér vegyelemzéséről c. pályaművét az orvosok és természetvizsgálóknak előpataki nagygyűlésén 1875. nyújtotta be. Szerkesztette a Közegészségügyi Lapokat 1875-től 1877-ig Budapesten.